# Epthianura tricolor
El eptianuro tricolor (Epthianura tricolor) es una especie de ave paseriforme de la familia Meliphagidae endémica de Australia. Anteriormente se clasificaba en la familia Ephthianuridae.